# 在瀋陽日本国総領事館
在瀋陽日本国総領事館（ざいしんようにっぽんこくそうりょうじかん、中国語: 日本国驻沈阳总领事馆、英語: Consulate-General of Japan in Shenyang）は、日本の総領事館で、外務省の特別の機関である。
本記事では、太平洋戦争前の奉天市に設置されていた在奉天日本総領事館（ざいほうてんにっぽんそうりょうじかん）についても説明する。

## 所在地
〒110003 中華人民共和国遼寧省瀋陽市和平区十四緯路50号
中国語: 110003 中华人民共和国辽宁省沈阳市和平区十四纬路50号
英語: No.50, 14th Weilu, Heping District, Shenyang, Liaoning, 110003, People's Republic of China

## 管轄地域
- 遼寧省（大連市を除く）[1]
- 吉林省
- 黒竜江省

## 事件

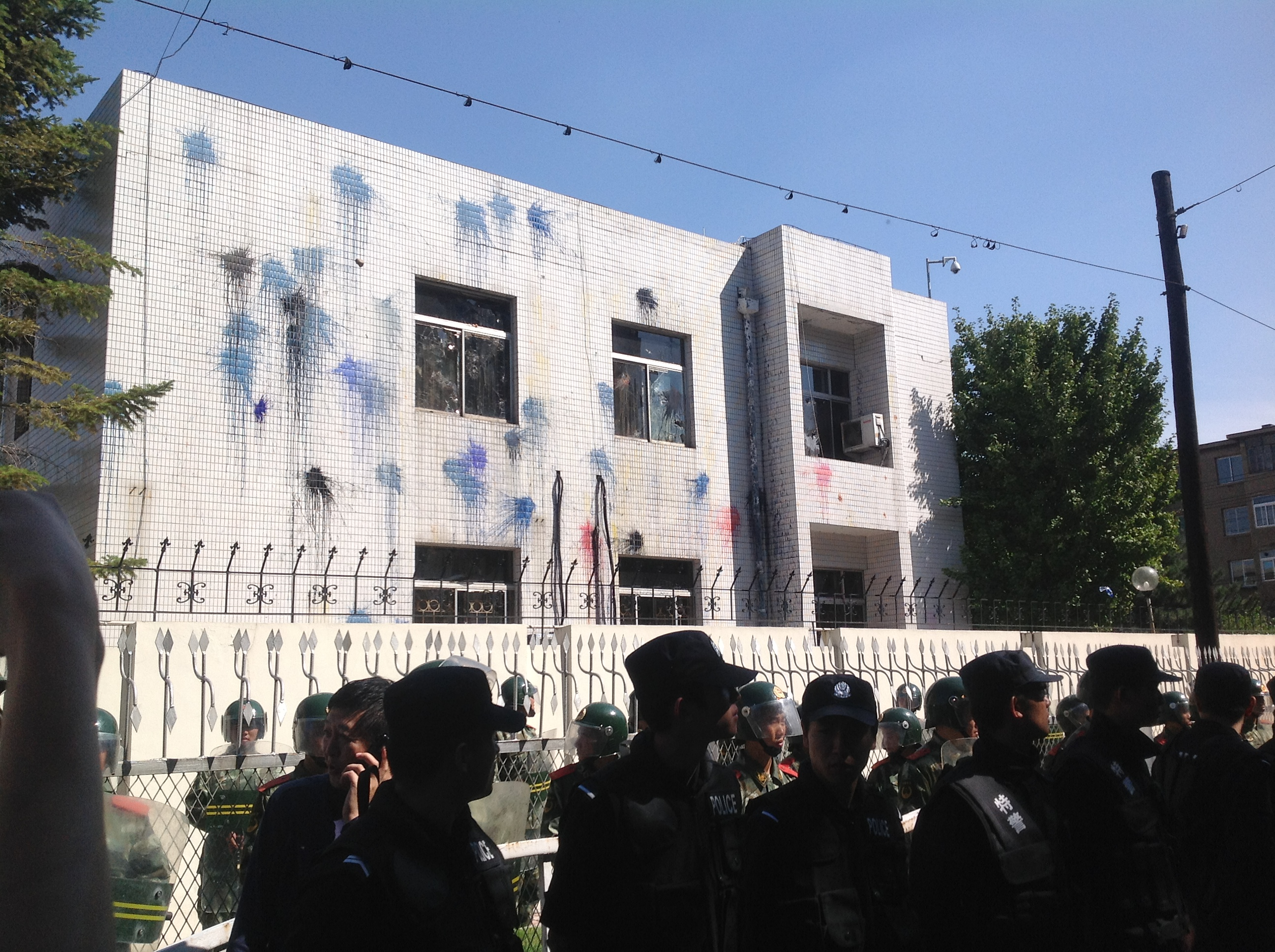
反日デモによる攻撃事件

- 瀋陽総領事館北朝鮮人亡命者駆け込み事件
2002年5月8日、朝鮮民主主義人民共和国籍の亡命者5人が日本への亡命を図り、総領事館に駆け込んだ事件。5人はいったん中華人民共和国の施政権が及ばない治外法権が認められている総領事館の敷地内に入ったが、門前で警備をしていた中国人民武装警察部隊の隊員（武装警官）によって敷地外へ連れ戻された。その際に武装警官が敷地内に無断で足を踏み入れたことが外交関係に関するウィーン条約の「在外公館の不可侵権」に違反していると問題になった。この行為に対し、中国側は領事関係に関するウィーン条約の「公館施設を保護する義務」に基づいての行為であると正当性を主張した。最終的に5人は同年にフィリピン経由で韓国へ亡命に成功した[2][信頼性要検証]が、条約の解釈に関する溝は埋まらなかった[3]。
- 反日デモによる攻撃事件
2012年9月18日、デモ隊によって総領事館が攻撃された事件。デモには瀋陽市民ら2000人が参加し、建物に投石されガラス67枚が割れ、壁面はペンキで散らばった。

## 在大連日本国領事事務所
在大連日本国領事事務所（ざいだいれんにっぽんこくりょうじじむしょ、中国語: 日本国常驻大连办事处、英語: Consular Office of Japan in Dalian）は、日本の領事事務所である。在瀋陽日本国総領事館の所轄となっている。
2021年4月より所長は等々力研が務める。

### 所在地
〒116011　中華人民共和国遼寧省大連市西崗区中山路147号　森茂大厦3階
中国語: 116011 中华人民共和国辽宁省大连市西岗区中山路147号 森茂大厦3楼
英語: 3rd Floor, Senmao Building, 147 Zhongshan Road, Xigang District, Dalian, Liaoning, People's Republic of China 116011

### 管轄地域
- 大連市

## 在奉天日本総領事館 (1906年 - 1939年)

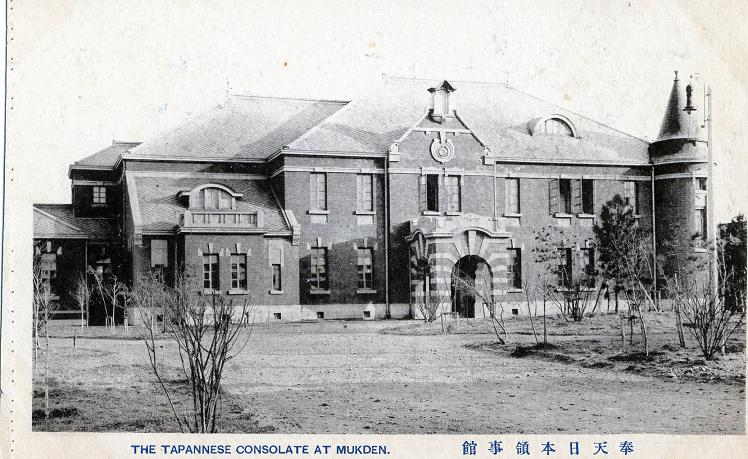
供用当時の在奉天日本総領事館

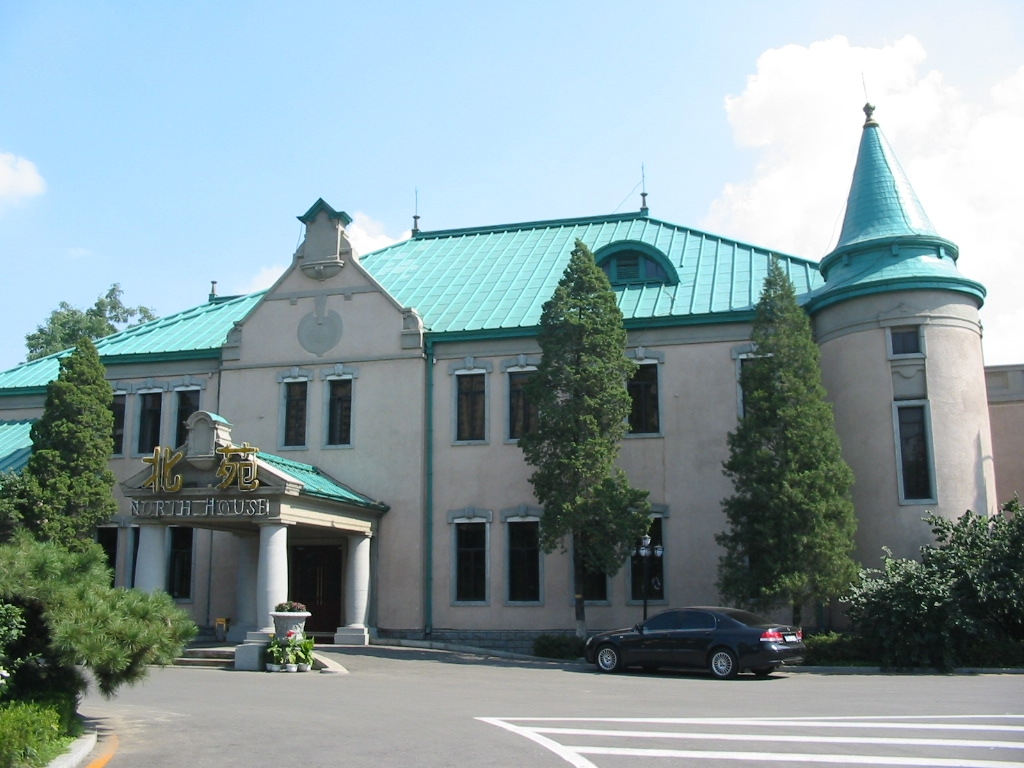
現存する旧奉天総領事館の建物

日露戦争後の1906年6月1日に設置された。初代総領事は萩原守一だった。当時の中国は清の統治下にあった。「満洲に関する日清条約」（1905年）に基づいて外国人に開放された鉄嶺市・長春市・新民府にも同年中に分館が設置された。分館のうち、長春は1907年、鉄嶺は1908年にそれぞれ領事館に昇格している。
その後中国の政権は中華民国に変わったが、1931年の満洲事変により、1932年には奉天は満洲国の領内となる。1936年に新民府分館を閉鎖。満洲国は日本の治外法権を1937年に撤廃したため、これに呼応する形で1939年2月28日をもって奉天総領事館は閉鎖された。
奉天総領事館の著名な在勤者として、吉田茂や落合謙太郎がいる。
旧奉天総領事館の建物（三橋四郎設計、1912年竣工）は、瀋陽市和平区三経街9号に現存し、太平洋戦争後はソビエト連邦領事館として利用されたり、国共内戦時に宋美齢が入居したりした後、1985年からホテル「瀋陽迎賓館」の北苑として利用されている。
現在の在瀋陽日本国総領事館が「事実上開設」されたのは、奉天総領事館の閉鎖から47年が経過した1986年1月16日だった。